# Domaine de Brioudes
Pour les articles homonymes, voir Brioude.
Le domaine de Brioudes est surtout constitué d'un massif forestier situé dans le sud-ouest de la France, département de la Haute-Garonne sur la commune de Muret à une vingtaine de kilomètres au sud de Toulouse.

## Histoire
Ancienne propriété de la noblesse du muretain qu'était la famille de Pins seigneur de Pins et de Muret dont Jean de Pins hérita au XVe siècle. Puis au XVIIe siècle la propriété passe aux mains de personnalités du parlement de Toulouse. C'est en 1727 que la famille Niel acquiert le domaine qui resta dans la famille jusqu'en 1963, c'est le lieu de naissance du Maréchal Niel. Il fut acquis par la mairie de Muret en 1984.

## Activités
Une base de loisirs y est implantée une aire de tir à l'arc, une aire de pique-nique, une piste de bicross, des sentiers balisés pour la randonnée pédestre.
Une salle de concert y est aussi présente (Festival de la Bohème).